# Dan Aykroyd
Daniel Edward Aykroyd, CM, detto Dan (Ottawa, 1º luglio 1952), è un attore, cantautore e sceneggiatore canadese naturalizzato statunitense.

## Biografia

### Origini e primi passi nello spettacolo
Nato all'Ottawa General Hospital in una famiglia cattolica, suo padre è Samuel Cuthbert Peter Hugh Aykroyd, di origini inglesi, irlandesi, olandesi e scozzesi, e sua madre Lorraine Hélène (nata Gougeon), franco-canadese; il giovane Dan decide di entrare in seminario, ma ne viene espulso a diciassette anni, in quanto ritenuto inadatto per la vita ecclesiastica. Frequenta così la St. Pius X High School e la St. Patrick's High School e poi si iscrive all'Università Carleton, nella sua città natale Ottawa, per studiare sociologia e criminologia, ma interromperà gli studi prima della laurea.
Nel frattempo cresce l'amore per il palcoscenico e la comicità, tanto da indurlo a iniziare la gavetta come cabarettista in alcuni night-club. Il primo show ideato e interpretato da lui fu "Change for a Quarter" (1972). In breve, grazie alla sua abilità e al successo ottenuto, ottiene numerose partecipazioni alla televisione canadese.

### L'incontro con John Belushi: i Blues Brothers
A Toronto, Aykroyd incontra per la prima volta il comico statunitense John Belushi, con il quale instaura non solo un solido rapporto lavorativo, ma anche una profonda amicizia. Negli anni seguenti, dal 1975 al 1980, la coppia sarà protagonista del cast originale del celebre show della NBC, il Saturday Night Live, un programma che ha rivoluzionato la televisione americana e che ha lanciato i maggiori talenti comici del cinema statunitense. Nel 1979, Aykroyd e Belushi collaborano anche sul grande schermo, con la commedia 1941 - Allarme a Hollywood di Steven Spielberg, al suo quinto film. Aykroyd interpreta il sergente Frank Tree, capo di alcuni militari che vanno in giro con un carro armato.
Il 1980 proietta i due nella storia del cinema: è l'anno, infatti, del geniale film-musical di John Landis The Blues Brothers, scritto dal regista insieme allo stesso Aykroyd. I due interpretano i fratelli Jake (Belushi) e Elwood (Aykroyd) Blues, due personaggi nati per alcuni sketch del SNL, che diventano in breve tempo famosi in tutto il mondo, inconfondibili nelle loro tenute nere e occhiali da sole.
Viene anche formata una vera e propria band blues di grande successo denominata Blues Brothers Band, la quale darà alla luce un disco che ha scalato le classifiche di vendita. Nello stesso anno, John Belushi lascia il Saturday Night Live: scomparirà prematuramente neanche due anni dopo, il 5 marzo 1982, per un'overdose. Poco dopo, anche Dan lascia lo show, sconvolto dalla morte del "fratello", e si dedica interamente al cinema.

### We Are The World
Nel 1985 partecipò a USA for Africa, un supergruppo di 45 celebrità della musica pop tra cui Michael Jackson, Lionel Richie, Billy Joel, Stevie Wonder e Bruce Springsteen, cantando We Are the World prodotta da Quincy Jones e incisa a scopo benefico. I proventi raccolti con We Are the World furono devoluti alla popolazione dell'Etiopia, afflitta in quel periodo da una disastrosa carestia. Il brano vinse il Grammy Award come "canzone dell'anno", come "disco dell'anno", e come "miglior performance di un duo o gruppo vocale pop". Nel 1989 partecipa anche al video musicale Liberian Girl dello stesso Michael Jackson.

### Il cinema

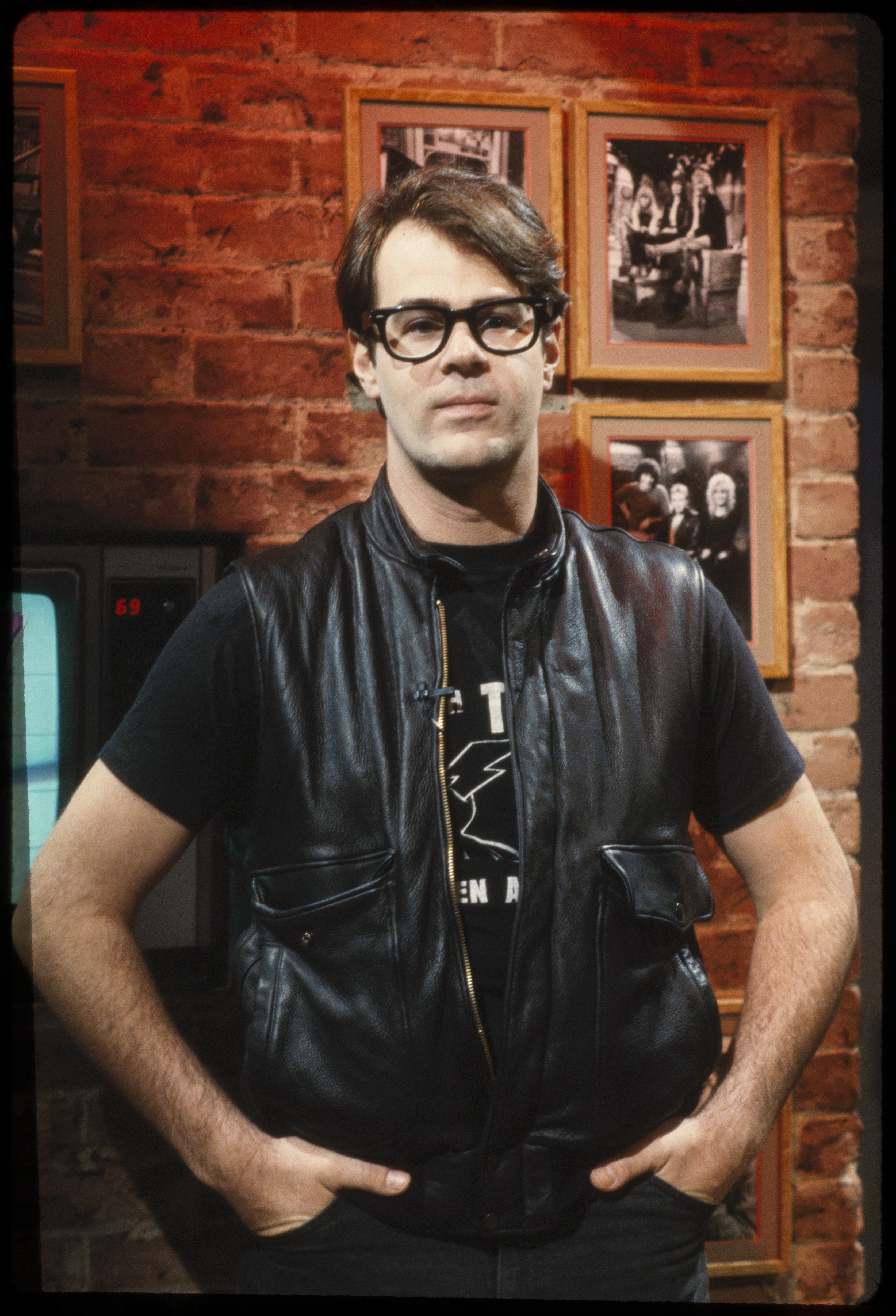
Dan Aykroyd nel 1982

La lunga carriera d'attore di Dan Aykroyd è iniziata quando ancora militava nel cast del SNL. Il suo primo film è stato Love at First Sight (1977) in cui ha interpretato un giovane innamorato affetto da cecità. Proseguirà con una serie di pellicole girate con l'amico John Belushi come 1941 - Allarme a Hollywood, il cult The Blues Brothers e I vicini di casa, ma mentre si stavano avviando i nuovi progetti, John Belushi muore, costringendo l'attore a posticipare alcuni suoi lavori inizialmente pensati per loro due. Nel 1982 è nel film di Michael Pressman Doctor Detroit, sul set del quale incontra la futura moglie, Donna Dixon.
Aykroyd scrive e recita principalmente in commedie tra cui Una poltrona per due (1983) con un esilarante Eddie Murphy e Ghostbusters - Acchiappafantasmi (1984), film che ottiene un enorme successo in tutto il mondo e dal quale verrà prodotta anche una serie animata e un sequel, Ghostbusters II. Il progetto Ghostbusters risaliva al 1982, ma la scomparsa di John Belushi, che doveva far parte del cast insieme a Dan Aykroyd stesso, John Candy e a Eddie Murphy, fece slittare la produzione di due anni. Tra gli attori figura un altro membro del "cast originale" del SNL, Bill Murray. È nel 1989 che Dan interpreta il suo primo ruolo drammatico nel film di Bruce Beresford A spasso con Daisy, con il quale ottiene subito una nomination all'Oscar come migliore attore non protagonista. Nel 1988 gli viene assegnato un Razzie Award come peggior attore non protagonista dell'anno, per la sua interpretazione in Due palle in buca, e lo stesso ironico premio nel 1991 per Nient'altro che guai, unico film in cui è anche regista e sceneggiatore.
Nonostante il riscontro positivo da parte del pubblico per alcuni film come Papà, ho trovato un amico (1991) e I signori della truffa (1992), negli anni novanta l'attore non riesce a replicare il successo ottenuto precedentemente. Intanto compare anche nel video musicale della canzone Per colpa di chi (1995) di Zucchero. Nel 1998 fa di nuovo coppia con John Landis, dando alla luce il sequel del classico The Blues Brothers, Blues Brothers - Il mito continua  (Blues Brothers 2000), ma il risultato è deludente e non regge il paragone con l'originale, soprattutto per l'assenza di John Belushi.
Nel nuovo millennio interpreta alcuni ruoli di secondo piano in pellicole come Pearl Harbor (2001), Evolution (2001) e le commedie con Adam Sandler 50 volte il primo bacio (2003) e Io vi dichiaro marito e... marito (2007). Nel 2014 è il manager Ben Bart nella biografia di James Brown Get on Up - La storia di James Brown. Nel 2020 riprende il ruolo di Ray Stantz nel vero sequel dei primi due film di Ghostbusters, intitolato Ghostbusters: Legacy e diretto da Jason Reitman, figlio del regista originale dei film Ivan Reitman e nel suo sequel Ghostbusters: Minaccia Glaciale del 2024.

## Vita privata
Ha conosciuto sul set del film Doctor Detroit (1983) l'attrice Donna Dixon che ha sposato nel 1983 e dalla quale ha avuto tre figlie: Danielle Alexandra (1989), Belle Kingston (1993) e Stella Irene August (1998). Nell'aprile 2022 i due si sono separati.
Ad Aykroyd è stata diagnosticata la sindrome di Asperger.

### La House of Blues
Nel 1992 Aykroyd, insieme al suo amico Isaac Tigrett (uno dei cofondatori dell'Hard Rock Cafe), ha fondato una catena di locali chiamata House of Blues (letteralmente "Casa del blues"), con l'intento di promuovere la musica blues, molto amata dal comico canadese, e che molta importanza ebbe nella genesi del suo capolavoro, Blues Brothers. La prima House of Blues della catena fu fondata a Cambridge nel Massachusetts. Anche Jim Belushi partecipa attivamente alla gestione e alla promozione di questa impresa.

### Crystal Head Vodka
Nel 2007, insieme all'artista John Alexander ha fondato il marchio di vodka Crystal Head Vodka. La bevanda è prodotta dalla Globefill Inc. in Newfoundland and Labrador, Canada.

## Filmografia

### Attore

#### Cinema
- Love at First Sight, regia di Rex Bromfield (1977)
- Mr. Mike's Mondo Video, regia di Michael O'Donoghue (1979)
- 1941 - Allarme a Hollywood (1941), regia di Steven Spielberg (1979)
- The Blues Brothers - I fratelli Blues (The Blues Brothers), regia di John Landis (1980)
- I vicini di casa (Neighbors), regia di John G. Avildsen (1981)
- Doctor Detroit, regia di Michael Pressman (1983)
- Una poltrona per due (Trading Places), regia di John Landis (1983)
- Ai confini della realtà (Twilight Zone: The Movie), regia di Joe Dante, John Landis, Steven Spielberg e George Miller (1983)
- Indiana Jones e il tempio maledetto (Indiana Jones and the Temple of Doom), regia di Steven Spielberg (1984)
- Ghostbusters - Acchiappafantasmi (Ghostbusters), regia di Ivan Reitman (1984)
- Niente dura per sempre (Nothing Lasts Forever), regia di Tom Schiller (1984)
- Tutto in una notte (Into the Night), regia di John Landis (1985)
- Spie come noi (Spies Like Us), regia di John Landis (1985)
- La retata (Dragnet), regia di Tom Mankiewicz (1987)
- Lo strizzacervelli (The Couch Trip), regia di Michael Ritchie (1988)
- Un amore rinnovato (She's Having a Baby), regia di John Hughes (1988) (non accreditato)
- Non è stata una vacanza... è stata una guerra! (The Great Outdoors), regia di Howard Deutch (1988)
- Due palle in buca (Caddyshack II), regia di Allan Arkush (1988)
- Ho sposato un'aliena (My Stepmother Is an Alien), regia di Richard Benjamin (1988)
- Ghostbusters II, regia di Ivan Reitman (1989)
- A spasso con Daisy (Driving Miss Daisy), regia di Bruce Beresford (1989)
- Poliziotti a due zampe (Loose Cannons), regia di Bob Clark (1990)
- I guerrieri della strada (Masters of Menace), regia di Daniel Raskov (1990)
- Nient'altro che guai (Nothing But Trouble), regia di Dan Aykroyd (1991)
- Papà, ho trovato un amico (My Girl), regia di Howard Zieff (1991)
- This Is My Life, regia di Nora Ephron (1992)
- I signori della truffa (Sneakers), regia di Phil Alden Robinson (1992)
- Charlot (Chaplin), regia di Richard Attenborough (1992)
- Teste di cono (Coneheads), regia di Steve Barron (1993)
- Il mio primo bacio (My Girl 2), regia di Howard Zieff (1994)
- Genitori cercasi (North), regia di Rob Reiner (1994)
- Exit to Eden, regia di Garry Marshall (1994)
- Operazione Canadian Bacon (Canadian Bacon), regia di Michael Moore (1995)
- Tommy Boy, regia di Peter Segal (1995)
- Casper, regia di Brad Silberling (1995) - cameo non accreditato
- Rainbow - Il mondo segreto dei colori (Rainbow), regia di Bob Hoskins (1996)
- Sergente Bilko (Sgt. Bilko), regia di Jonathan Lynn (1996)
- Matrimonio per colpa (Getting Away With Murder), regia di Harvey Miller (1996)
- Celtic Pride, regia di Tom DeCerchio (1996)
- Due mariti per un matrimonio (Feeling Minnesota), regia di Steven Baigelman (1996)
- Fuga dalla Casa Bianca (My Fellow Americans), regia di Peter Segal (1996)
- L'ultimo contratto (Grosse Pointe Blank), regia di George Armitage (1997)
- Blues Brothers - Il mito continua (Blues Brothers 2000), regia di John Landis (1998)
- Delitto imperfetto (Susan's Plan), regia di John Landis (1998)
- Diamonds, regia di John Mallory Asher (1999)
- Stardom, regia di Denys Arcand (2000)
- American School (Loser), regia di Amy Heckerling (2000)
- La casa della gioia (The House of Mirth), regia di Terence Davies (2000)
- Pearl Harbor, regia di Michael Bay (2001)
- Evolution, regia di Ivan Reitman (2001)
- La maledizione dello scorpione di giada (The Curse of the Jade Scorpion), regia di Woody Allen (2001)
- On the Nose, regia di David Caffrey (2001)
- Crossroads - Le strade della vita (Crossroads), regia di Tamra Davis (2002)
- Insieme per caso (Unconditional Love), regia di P.J. Hogan (2002)
- Bright Young Things, regia di Stephen Fry (2003)
- Patto con il diavolo (Shortcut to Happiness), regia di Alec Baldwin (2003)
- 50 volte il primo bacio (50 First Dates), regia di Peter Segal (2004)
- L'ospedale più sexy del mondo (Intern Academy), regia di Dave Thomas (2004)
- Fuga dal Natale (Christmas with the Kranks), regia di Joe Roth (2004)
- Io vi dichiaro marito e... marito (I Now Pronounce You Chuck and Larry), regia di Dennis Dugan (2007)
- War, Inc., regia di Joshua Seftel (2008)
- Julie & Julia, regia di Nora Ephron (2009)
- Candidato a sorpresa (The Campaign), regia di Jay Roach (2012)
- Get on Up - La storia di James Brown (Get on Up), regia di Tate Taylor (2014)
- Tammy, regia di Ben Falcone (2014)
- Pixels, regia di Chris Columbus (2015) - cameo
- Ghostbusters, regia di Paul Feig (2016) - cameo
- Ghostbusters: Legacy (Ghostbusters: Afterlife), regia di Jason Reitman (2021)
- Ghostbusters - Minaccia glaciale (Ghostbusters: Frozen Empire), regia di Gil Kenan (2024)

#### Televisione
- Saturday Night Live - serie TV, 97 episodi (1975-2013)
- Coming Up Rosie - serie TV (1975)
- Things We Did Last Summer, regia di Gary Weis - film TV (1978)
- All You Need Is Cash, regia di Eric Idle e Gary Weis - film TV (1978)
- Yellow, episodio di Incubi, regia di Robert Zemeckis (1992)
- La tata (The Nanny) - serie TV, episodio 1x18 (1994)
- PSI Factor - serie TV, 88 episodi (1996-2000)
- Casa e chiesa (Soul Man) - serie TV, 25 episodi (1997-1998)
- La vendetta del ragno nero (Earth vs. the Spider), regia di Scott Ziehl - film TV (2001)
- La vita secondo Jim (According to Jim) - serie TV, 5 episodi (2002-2009)
- A casa di Fran (Living with Fran) - serie TV, 1 episodio (2006)
- The Defenders - serie TV, 2 episodi (2011)
- Happily Divorced - serie TV, 1 episodio (2012)
- Dietro i candelabri (Behind the Candelabra), regia di Steven Soderbergh - film TV (2013)
- Workin' Moms - serie TV, 4 episodi (2019-2020)

### Doppiatore
- The Gift of Winter, regia di John Leach e Isobel Jean Rankin - cortometraggio TV (1974)
- The Random Factor, regia di Bryan Michael Stoller (1995)
- Z la formica (Antz), regia di Eric Darnell e Tim Johnson (1998)
- I Griffin (Family Guy) - serie TV, episodio ep. 8x03 (2009)
- L'orso Yoghi (Yogi Bear), regia di Eric Brevig (2010)
- Il magico mondo di Oz (Legends of Oz: Dorothy's Return), regia di Will Finn e Dan St. Pierre (2013)
- I Simpson (The Simpsons) - serie TV, ep. 32x11 (2021)

### Sceneggiatore (parziale)
- Saturday Night Live, serie TV, 63 episodi (1976-1979)
- The Blues Brothers, regia di John Landis (1980)
- Ghostbusters - Acchiappafantasmi (Ghostbusters), regia di Ivan Reitman (1984)
- Spie come noi (Spies Like Us), regia di John Landis (1985)
- La retata (Dragnet), regia di Tom Mankiewicz (1987)
- Ghostbusters II, regia di Ivan Reitman (1989)
- Nient'altro che guai (Nothing But Trouble), regia di Dan Aykroyd (1991)
- Teste di cono (Coneheads), regia di Steve Barron (1993)
- Blues Brothers: Il mito continua (Blues Brothers 2000), regia di John Landis (1998)

### Regista
- Nient'altro che guai (Nothing But Trouble, 1991)

### Produttore
- Ghostbusters, regia di Paul Feig (2016)

## Onorificenze
Nel 2002 è stato anche premiato con la "Walk of Fame" canadese.

## Doppiatori italiani
Nelle versioni in italiano delle opere in cui ha recitato, Dan Aykroyd è stato doppiato da:
- Francesco Pannofino in Due palle in buca, Matrimonio per colpa, Evolution, La maledizione dello scorpione di giada, La vendetta del ragno nero, Insieme per caso, 50 volte il primo bacio, Fuga dal Natale, Dietro i candelabri, Pixels
- Sergio Di Giulio in Ai confini della realtà, Ghostbusters - Acchiappafantasmi, Ghostbusters II - Acchiappafantasmi II, Casper, PSI Factor, A casa di Fran, Candidato a sorpresa, Tammy, Ghostbusters
- Sandro Acerbo in Spie come noi, Ho sposato un'aliena, Poliziotti a due zampe, Papà, ho trovato un amico, I signori della truffa, Il mio primo bacio, Celtic Pride - Rapimento per sport, American School
- Piero Tiberi in The Blues Brothers - I fratelli Blues, Doctor Detroit, Lo strizzacervelli, Charlot, Teste di cono, Blues Brothers - Il mito continua
- Roberto Pedicini in Due mariti per un matrimonio, Casa e chiesa, La vita secondo Jim, Get on Up - La storia di James Brown, Ghostbusters: Legacy, Ghostbusters - Minaccia glaciale
- Mauro Gravina in Una poltrona per due, Indiana Jones e il tempio maledetto, Tutto in una notte
- Paolo Buglioni in La retata, La casa della gioia
- Giorgio Lopez in A spasso con Daisy, Nient'altro che guai
- Paolo Marchese in Io vi dichiaro marito e... marito, The Defenders
- Luciano Melani in 1941 - Allarme a Hollywood
- Renato Cortesi in I vicini di casa
- Simone Mori in Un amore rinnovato
- Pino Insegno in Non è stata una vacanza... è stata una guerra
- Massimo Corvo in Incubi
- Oliviero Dinelli in La tata
- Maurizio Mattioli in Genitori cercasi
- Marco Mete in Rainbow - Il mondo segreto dei colori
- Paolo Lombardi in Sergente Bilko
- Marco Balbi in Fuga dalla Casa Bianca
- Saverio Indrio in L'ultimo contratto
- Rodolfo Bianchi in Delitto imperfetto
- Carlo Marini in Stardom
- Gianni Quillico in Normal, Ohio
- Alessandro Rossi in Pearl Harbor
- Eugenio Marinelli in Crossroads - Le strade della vita
- Teo Bellia in Patto con il diavolo
- Fabrizio Pucci in War, Inc.
- Pietro Ubaldi in Happily Divorced
- Gianni Giuliano in Workin' Moms
- Nicola Marcucci in L’ospedale più sexy del mondo

Da doppiatore è sostituito da:
- Francesco Pannofino ne I Simpson
- Oliviero Dinelli in Z la formica
- Sandro Acerbo ne I Griffin
- Sergio Di Giulio in Ghostbusters: The Video Game
- Fabrizio Pucci in L'orso Yoghi
- Franco Mannella ne Il magico mondo di Oz

## Riconoscimenti
Premi Oscar 1990 – Candidatura all'Oscar al miglior attore non protagonista per A spasso con Daisy

## Discografia

### Solista
- 2003 - Have Love Will Travel